# ヒャルガス湖
ヒャルガス湖（モンゴル語: Хяргас нуур, ラテン文字表記:Hyargas nuur）は、モンゴル国西部のオブス県にある塩湖。大湖盆地にある主要な湖の一つである。
ザヴハン川が、すぐ南にあるアイラグ湖を経て流入している。
湖内には無名の島が1つある。
2000年には、アイラグ湖を含む周辺地域3,328 km²が「ヒャルガス湖国立公園」となった。

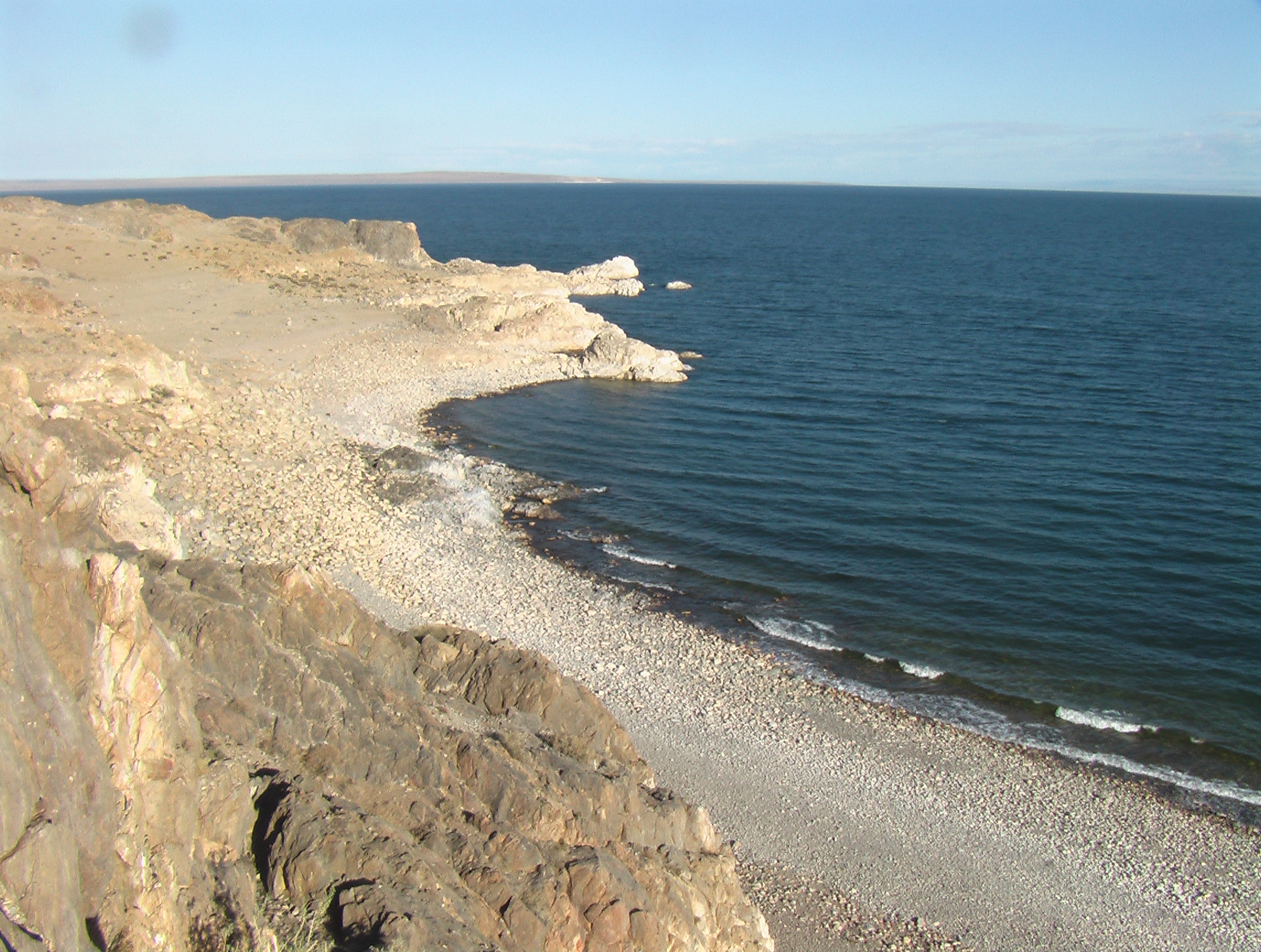
ヒャルガス湖南東部の湖畔